# Блек-Лік Тауншип (округ Індіана, Пенсільванія)
Блек-Лік Тауншип (англ. Black Lick Township) — селище (англ. township) в США, в окрузі Індіана штату Пенсільванія. Населення — 1117 осіб (2020).

## Демографія
Згідно з переписом 2010 року, у селищі мешкало 1237 осіб у 509 домогосподарствах у складі 374 родин. Було 552 помешкання
Расовий склад населення:
| - 98,9 % — білих - 0,4 % — чорних або афроамериканців - 0,2 % — азіатів |

До двох чи більше рас належало 0,4 %. Частка іспаномовних становила 0,7 % від усіх жителів.
За віковим діапазоном населення розподілялося таким чином: 18,9 % — особи молодші 18 років, 63,2 % — особи у віці 18—64 років, 17,9 % — особи у віці 65 років та старші. Медіана віку мешканця становила 47,1 року. На 100 осіб жіночої статі у селищі припадало 97,9 чоловіків;  на 100 жінок у віці від 18 років та старших — 98,2 чоловіків також старших 18 років.
Середній дохід на одне домашнє господарство  становив 66 270 доларів США (медіана — 55 469), а середній дохід на одну сім'ю — 78 261 долар (медіана — 68 563). Медіана доходів становила 42 279 доларів для чоловіків та 35 714 долари для жінок. За межею бідності перебувало 7,4 % осіб, у тому числі 14,4 % дітей у віці до 18 років та 5,4 % осіб у віці 65 років та старших.
Цивільне працевлаштоване населення становило 590 осіб. Основні галузі зайнятості: освіта, охорона здоров'я та соціальна допомога — 26,1 %, виробництво — 15,4 %, транспорт — 10,7 %, мистецтво, розваги та відпочинок — 9,3 %.